# Aucelon
Aucelon là một xã thuộc tỉnh Drôme trong vùng Auvergne-Rhône-Alpes đông nam nước Pháp. Xã Aucelon nằm ở khu vực có độ cao từ 435-1485 mét trên mực nước biển.